# 達爾克河
51°54′35″N 8°18′48″E / 51.90972°N 8.31333°E

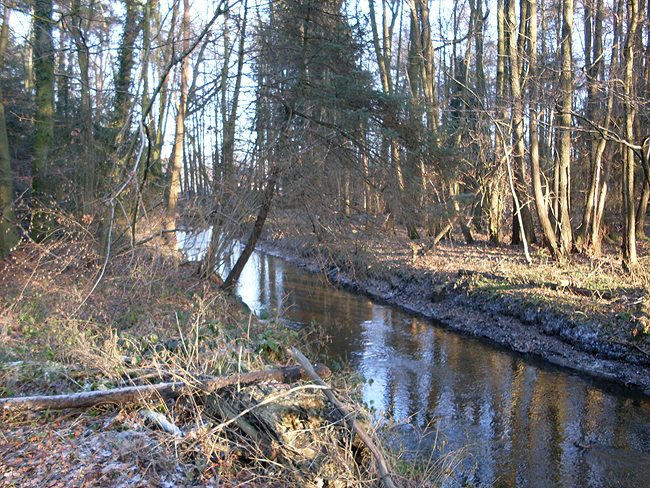

達爾克河（德語：Dalke），是德國的河流，位於該國西部，處於北萊茵-威斯特法倫州，屬於埃姆斯河的右支流，河道全長24公里，流域面積246平方公里。